# باخایا
باخایا (به لاتین: Bakhaia) یک منطقهٔ مسکونی در بنگلادش است که در ناحیه چاندپور واقع شده‌است.